# Weslau Werschner
Weslau Werschner (* 29. März 1940; † 28. Februar 2010 in Dresden) war ein deutscher Operettensänger (Tenor).

## Leben

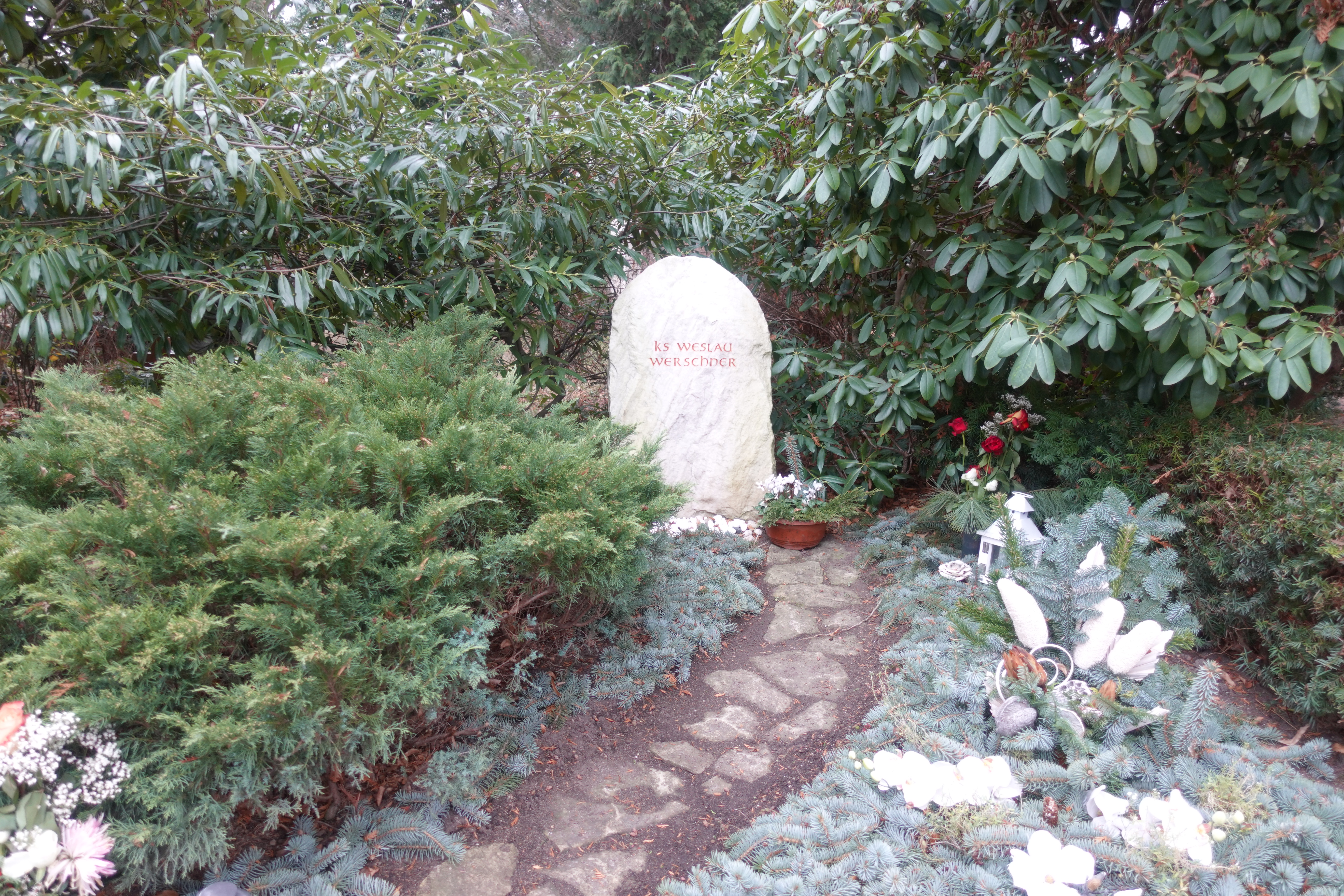
Grab von Weslau Werschner auf dem Striesener Friedhof

Werschner wirkte zunächst am Volkstheater Halberstadt und an den Städtischen Bühnen Magdeburg. Er zog 1976 nach Dresden, wo er ein Engagement an der Staatsoperette erhielt. Zusammen mit seiner Frau, der Sängerin Ulrike Buhlmann, gehörte der Tenor bald zu den Publikumslieblingen des Hauses und war einer der meistbeschäftigten Sänger der Staatsoperette. Bis 1999 stand Werschner als Solist auf der Bühne und verstarb 2010 nach schwerer Krankheit. Er fand seine letzte Ruhe auf dem Striesener Friedhof.

## Rollen (Auswahl)
- 1977: Pluto in Orpheus in der Unterwelt von Jacques Offenbach
- 1980: Ox in Doktor Ox von Jacques Offenbach (DDR-Erstaufführung)
- 1992: Georges in La Cage aux Folles von Jerry Herman und Harvey Fierstein
- 1997: Onkel Josse in Der Vetter aus Dingsda  von Eduard Künneke
- 1998: Fürst Dragomir in Gräfin Mariza von Emmerich Kálmán
- Eisenstein in Die Fledermaus von Johann Strauss
- Leopold im Weißen Rößl von Ralph Benatzky
- Graf Oscar in Blaubart
- Barinkay in Der Zigeunerbaron von Johann Strauss
- Rosillon in Die lustige Witwe von Franz Lehár
- Edwin in Die Csárdásfürstin von Emmerich Kálmán
- Adam in Der Vogelhändler von Carl Zeller